# L'Amour en équation
Pour plus de détails, voir Fiche technique et Distribution.
L'Amour en équation (I.Q.) est un film américain réalisé par Fred Schepisi, sorti en 1994.

## Synopsis
Ed Walters, mécanicien automobile, a le coup de foudre pour une cliente, la thésarde en mathématiques Catherine Boyd, accompagnée de son fiancé, le professeur en psychologie expérimentale James Moreland. Comme Catherine a oublié sa montre au garage, Ed la lui rapporte et tombe nez à nez avec Albert Einstein, l'oncle de Catherine Boyd.
Albert Einstein et ses amis Nathan Liebknecht, Kurt Gödel et Boris Podolsky estiment que Ed correspond mieux à Catherine que son fiancé et entreprennent de l'aider.

## Fiche technique
- Titre : L'Amour en équation
- Titre original : I.Q.
- Réalisation : Fred Schepisi
- Scénario : Andy Breckman et Michael Leeson
- Production : Carol Baum, Sandy Gallin, Neil A. Machlis, Scott Rudin, Fred Schepisi
- Société de production : Paramount Pictures, Sandollar
- Budget : 25 000 000 $
- Musique : Jerry Goldsmith
- Photographie : Ian Baker
- Montage : Jill Bilcock
- Décors : Gretchen Rau
- Costumes : Ruth Myers
- Pays d'origine :  États-Unis
- Format : Couleurs - 2,35:1 - Dolby Digital - 35 mm
- Genre : Comédie romantique
- Durée : 100 minutes
- Date de sortie : 
  - États-Unis : 25 décembre 1994
  - France : 26 juillet 1995

## Distribution
- Tim Robbins (VF : Patrick Mancini ; VQ : Benoit Rousseau) : Ed Walters
- Meg Ryan (VF : Martine Irzenski ; VQ : Claudie Verdant) : Catherine Boyd
- Walter Matthau (VF : André Valmy ; VQ : Yves Massicotte) : Albert Einstein
- Lou Jacobi (VF : William Sabatier) : Kurt Gödel
- Gene Saks (VF : Jean Lescot ; VQ : Claude Préfontaine) : Boris Podolsky
- Joseph Maher (VF : Maurice Chevit) : Nathan Liebknecht
- Stephen Fry (VF : Pierre-François Pistorio) : James Moreland
- Tony Shalhoub (VF : François Chaix) : Bob Rosetti
- Frank Whaley (VF : Olivier Jankovic) : Frank
- Charles Durning (VF : Jean-Claude Balard) : Louis Bamberger
- Keene Curtis (VF : René Bériard ; VQ : Jean Fontaine) : « Ike » Eisenhower
- Alice Playten : Gretchen
- Helen Hanft : Rose
- Danny Zorn : Dennis
- Roger Berlind : Duncan
- Sol Frieder : le professeur Loewenstein
- Lewis J. Stadlen (en) (VF : Gérard Darier) : le modérateur de la conférence
- Jeff Brooks : un journaliste
- Daniel von Bargen (VF : Jean-Jacques Nervest) : l'agent des services secrets
- Alice Drummond : l'invité au dîner
- Greg Germann : Bill Riley, journaliste pour le Times Reporter (non crédité)

 Source et légende : version française (VF) sur RS Doublage
 Source et légende : version québécoise (VQ) sur Doublage.qc.ca

## Autour du film

### Personnages
Les personnages historiques sont transformés pour des raisons dramatiques :
- Albert Einstein n'avait pas de nièce nommée Catherine Boyd,
- Kurt Gödel était célèbre pour sa timidité,
- Les différences d'âges ne correspondent pas à la réalité.

### Lieux de tournage
Le film a été tourné au New Jersey, en particulier à Cranbury, à Hopewell, à l'école de Lawrenceville, à Princeton et à Rocky Hill.